# Dendryphantes darchan
Dendryphantes darchan är en spindelart som beskrevs av Dmitri Viktorovich Logunov 1993. Dendryphantes darchan ingår i släktet Dendryphantes och familjen hoppspindlar. Inga underarter finns listade i Catalogue of Life.